# Zizeeria
Zizeeria és un gènere de lepidòpters papilionoïdeus de la família dels licènids (Lycaenidae), subfamília Polyommatinae, els membres del qual s'estenen pel sud de la península Ibèrica, Àfrica, Àsia i Austràlia, incloent nombroses illes.

## Espècies i distribució geogràfica
Aquest gènere comprèn dues espècies, ambdues amb àmplies distribucions:
- Zizeeria knysna (Trimen, 1862) — sud de la península Ibèrica, Àfrica i Orient Mitjà.
- Zizeeria karsandra (Moore, 1865) — des d'Aràbia fins a Austràlia a través de l'Àsia tropical.

## Galeria

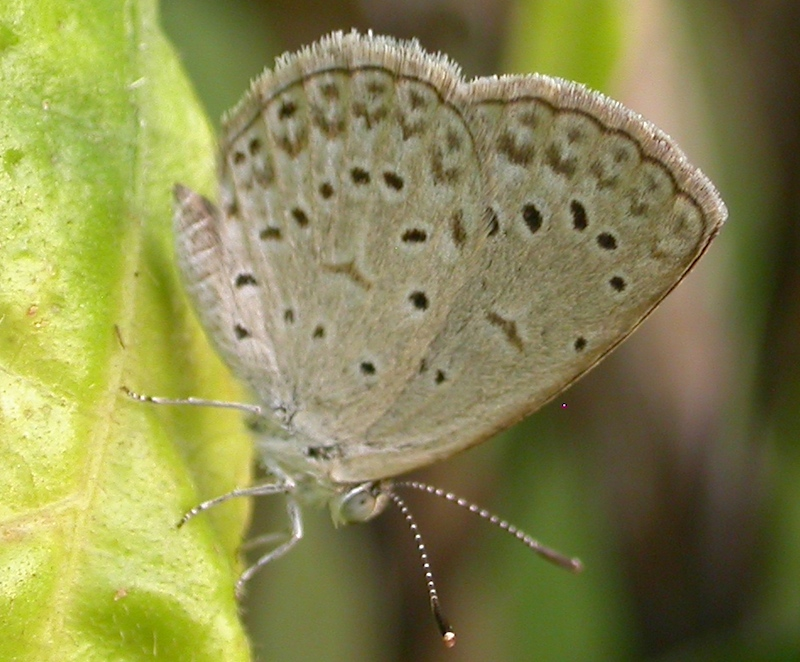
Zizeeria knysna
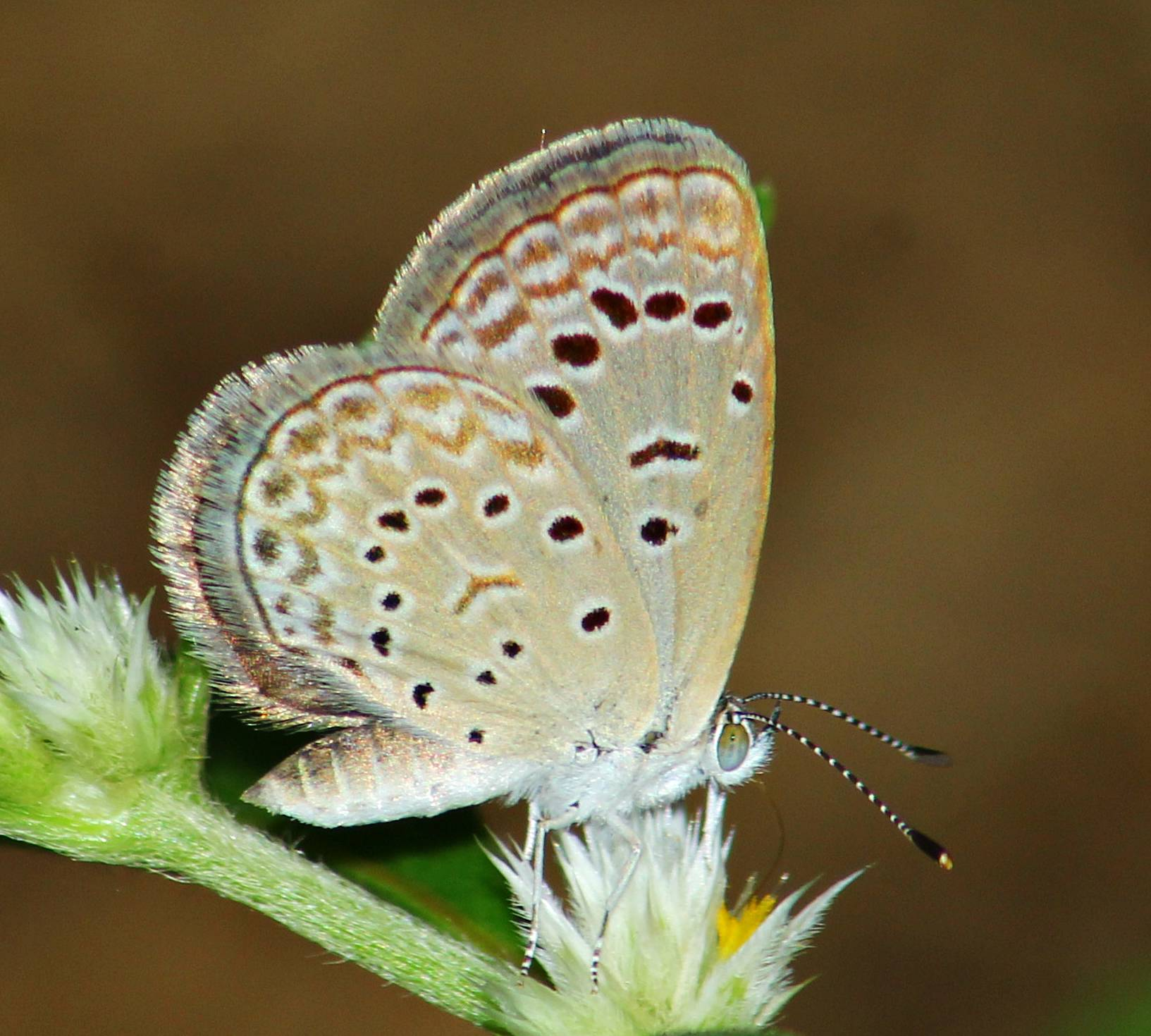
Zizeeria karsandra